# Nipissing

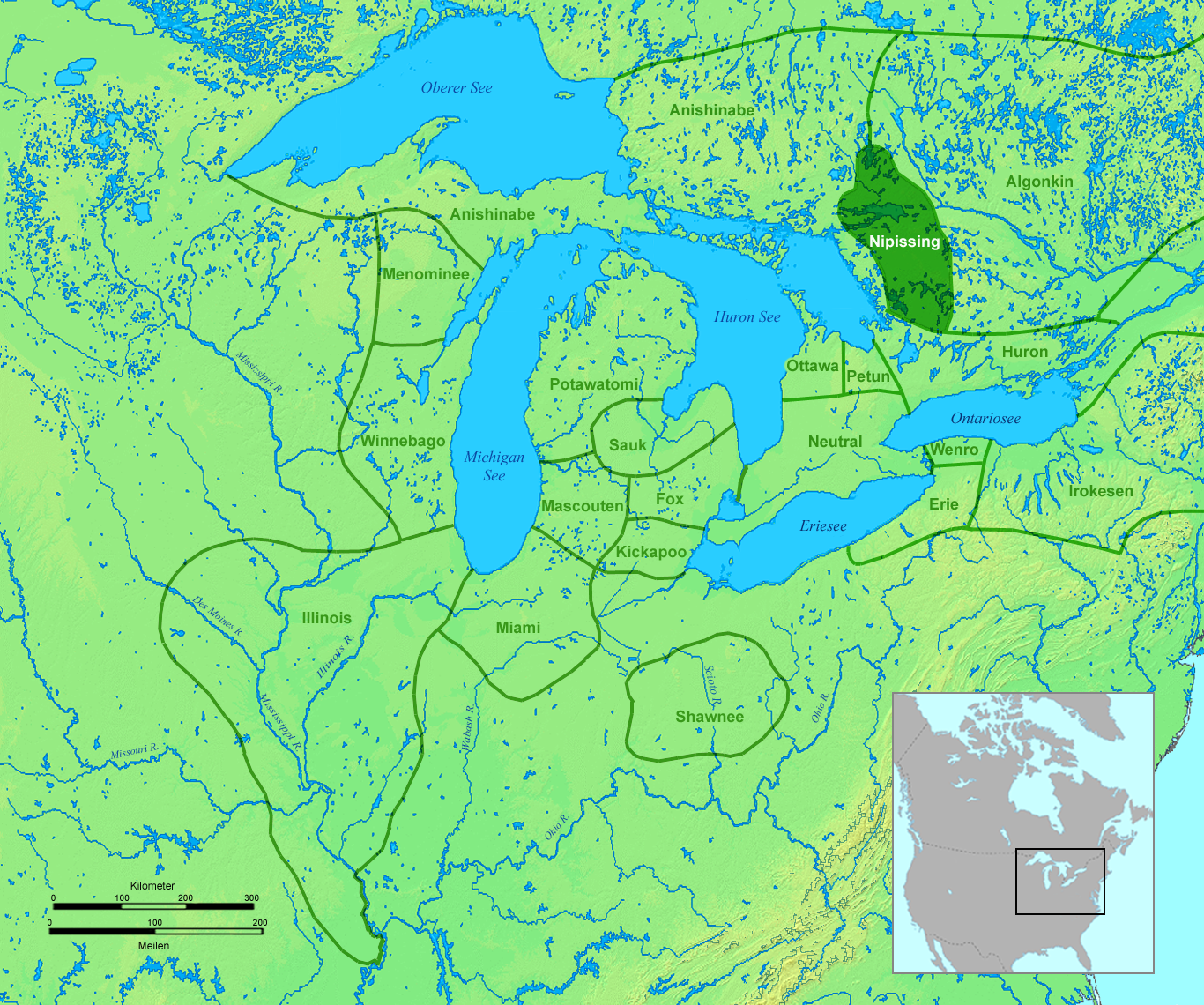
Stammesgebiet der Nipissing um 1650

Die Nipissing sind ein nordamerikanischer Indianerstamm, dessen Stammesgebiet im sechzehnten Jahrhundert in der Umgebung des Lake Nipissing in Ontario in Kanada lag. Der Name bezieht sich auf den Lake Nipissing und bedeutet „Kleines Wasser“ im Vergleich zu den Großen Seen im Süden und Westen. Sie sprachen einen Algonkin-Dialekt und gehören kulturell zum Volk der Anishinabe.
Die heutige Bezeichnung des Stammes lautet Nipissing First Nation und die Mehrzahl der Angehörigen bewohnt das Nipissing Indian Reserve 10. Das Reservat liegt am Nordufer des Lake Nipissing und hatte im Jahr 2016 laut Kanada-Zensus 1593 Einwohner.

## Sprache
Berichte der ersten Missionare sagen aus, dass sich die Nipissing-Sprache deutlich von der ihrer Nachbarn unterschied. Trotzdem lebten sie laut Pater Franquet 1752 gemeinsam mit den Algonkin in der Mission Two Mountains und unterhielten sich problemlos. John Long glaubte 1791, sie sprächen alle die Anishinabe-Sprache. Nachdem er diese erlernt hatte, konnte er sich mit den Indianern im gesamten Norden der Großen Seen verständigen. Um 1847 entwickelte sich die Nipissing-Sprache zum dominanten Idiom in der Mission. Die charakteristischen Unterschiede zwischen der Nipissing- und der Algonkinsprache müssen noch wissenschaftlich untersucht werden.

## Stammesgebiet
Das traditionelle Stammes- und Jagdgebiet der Nipissing lag rund um den Lake Nipissing; die genauen Grenzen ihres Territoriums sind jedoch unbekannt. Ihre nördlichen Nachbarn waren vermutlich die Temiskaming und Temagami, im Osten lebten die Algonkin, südliche Nachbarn waren die Huronen, während man im Westen die Ottawa und Anishinabe fand. Das gesamte Territorium der Nipissing befand sich auf dem ehemals vereisten Kanadischen Schild und war von Nadelwald bedeckt. Der französische Forschungsreisende Samuel de Champlain berichtete von der Schönheit des Lake Nipissing und der Wälder, die ihn umgaben. Er schwärmte vom Überfluss an Wild, an Enten und Schwänen, vor allem aber vom Fischreichtum. Die ihm folgenden Missionare sprachen vom Land der Seen, baumlosen Felsen und unzähligen Bibern.

## Kultur und Lebensweise

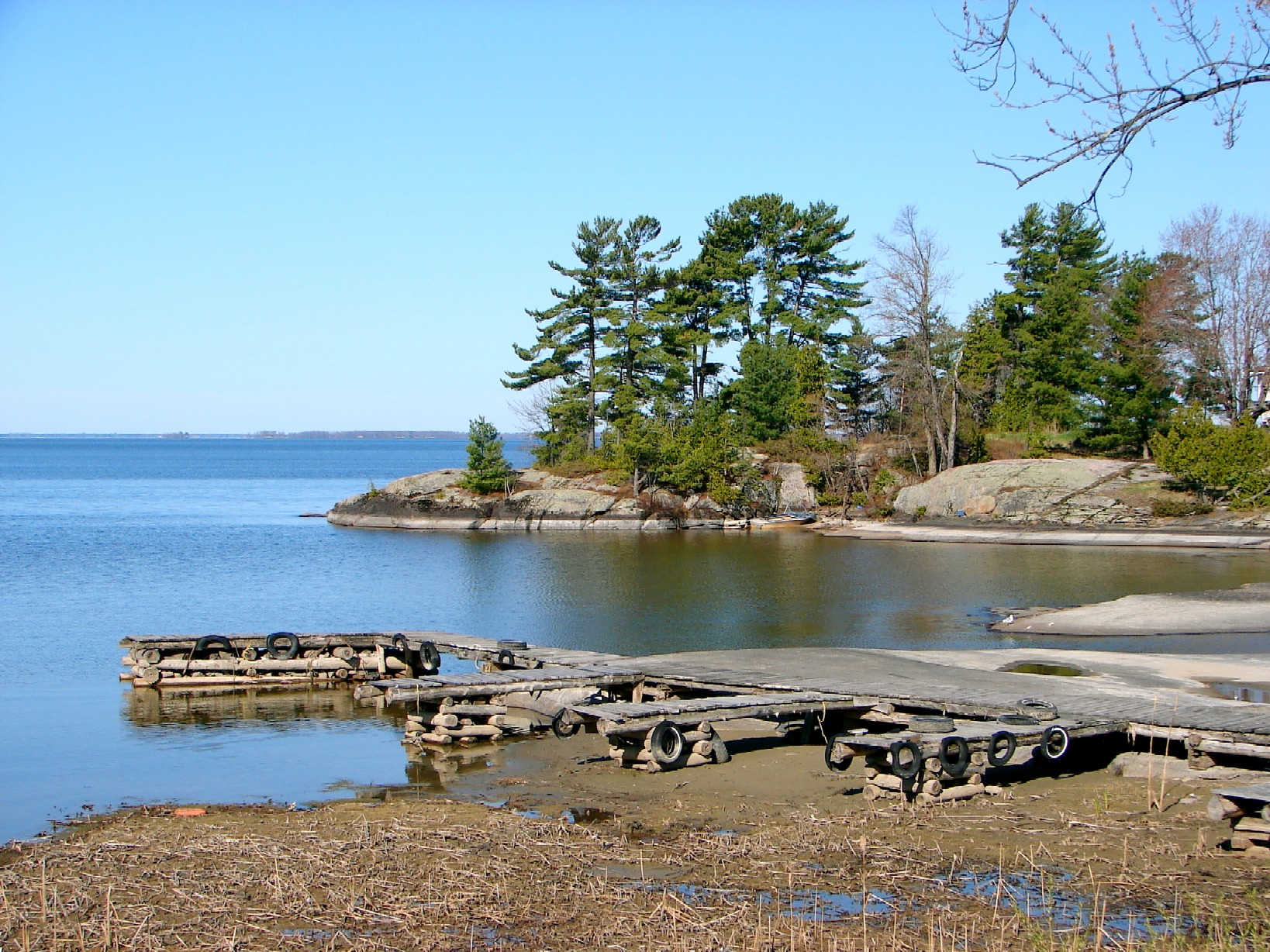
Ufer des Lake Nipissing bei Garden Village

Der Lebensunterhalt der Nipissing basierte auf einem jährlichen Zyklus des Fischfangs, der Jagd und des Handels. Feldwirtschaft wurde nur in sehr geringem Maße betrieben. Von Pater Jerome Lalement gibt es eine detaillierte Beschreibung der jährlichen Runde: „Es scheint so, als hätten sie so viele verschiedene Behausungen, wie es Jahreszeiten gibt. Im Frühling suchen sie die besten Fischgründe auf. Einige bleiben im Lager zurück, während andere sich sammeln und mit Kanus auf den Flüssen zum Nordufer des Lake Nipissing fahren. Für die Fahrt benötigen sie zehn Tage. Im Sommer reisen sie gemeinsam  mit den Huronen zu den Franzosen, auf die sie am Ufer des Sees treffen, der ihren Namen trägt. Gegen Mitte August ziehen sie langsam zum Land unserer Huronen, wo sie normalerweise den Winter verbringen. Bevor sie dort ankommen, fangen sie große Mengen an Fisch und trocknen diesen. Mit dem Trockenfisch kaufen sie ihren Wintervorrat an Mais und andere Lebensmittel, wie reiche Leute, die im Wohlstand leben. In der Nähe ihrer Sommerhäuser kultivieren sie etwas Land zum Anbau von Gemüse. Der Ertrag dient nicht als Vorrat, sondern nur zum sofortigen Verzehr.“
Der Jahreszyklus  wurde variabel gestaltet. Gelegentlich verbrachten die Nipissing den Winter in den Wäldern, um zu jagen. Samuel de Champlain berichtete vom Handel mit kahlköpfigen Leuten aus dem Norden, die mit großen hölzernen Booten kamen und mit Äxten, Stiefeln und anderen Waren handelten. Champlain nahm an, dass die Felle dieser Händler aus dem Norden vom Bison stammten. Heute gilt als sicher, dass es sich um Angehörige der Cree handelte. Die Kahlköpfe waren offenbar Engländer, die ab 1610 von der Hudson Bay aus diese Gegend besuchten.
Über die Kosmologie und Religion der Nipissing gibt es nur wenige Informationen. Ihr Schöpfer war vermutlich der Great Beaver (Großer Biber) und es gab eine Erzählung von der Sintflut und dem Earth Diver (Erdtaucher), die sie mit ihren östlichen und westlichen Nachbarn teilten.  Es gab Schamanen  für die Heilung Kranker und die Deutung von Orakeln, sowie den Thunderbird (Donnervogel). Sie feierten das Feast of the Dead (Fest der Toten), das in vielen Details von dem der Huronen abwich. Dabei wurden die Namen von Toten auf Lebende übertragen, um die Erinnerung an sie wachzuhalten und um Häuptlinge auszuwählen und zu ernennen. Pater Henri Nouvel traf 1682 in Maskounagoüng am Huronsee auf vier verschiedene Stämme der Nipissing. Maray de la Chauvinerie berichtete von mehreren Totems, nämlich Reiher, Biber, Birkenrinde, Eichhörnchen und Blut. Aus den Jesuitenberichten (Jesuit Relations) geht hervor, dass sie die Prügelstrafe für Kinder ablehnten und die Wiegenbretter verstorbener Kinder wegwarfen. Es wurde viel gesungen und den Missionaren gefielen ihre wohlklingenden Lieder.
Pater Denis Jamet beschrieb die Nipissing als schlanker als die Huronen und als robuste, ausdauernde Reisende. Sie ließen ihre Haare lang wachsen und kleideten sich in Biberpelze und Marderpelze. Er behauptete außerdem, sie hätten wie die Innu und Algonkin keinen Gott, sondern würden den Teufel anrufen, liebten den Krieg und wären grausam und rachsüchtig. Diese Beschreibung ihres Charakters hatte er vermutlich von einem Dolmetscher übernommen, so wie auch andere Aussagen Jamets aus zweiter Hand stammten. Champlain war zur gleichen Zeit im Stammesgebiet der Nipissing unterwegs. Er beurteilte sie nach zwei Tagen Aufenthalt als gastfreundlich und hilfsbereit.
Louis Franquet beschrieb 1752 einen Begrüßungstanz, der bei einem gemeinsamen Fest von Angehörigen der Nipissing und Algonkin in Lake of Two Mountains aufgeführt wurde und 1757 beobachtete Louis Antoine de Bougainville einen Kriegstanz. Ebenfalls 1757 beschrieb Pater Pierre Roubaud die Beerdigung eines Kriegers nach der Schlacht von Fort William Henry.

## Geschichte

### Erste Kontakte mit Europäern
Samuel de Champlain bekam 1613 erste Informationen über die Nipissing und wollte sie besuchen. Er wandte sich an die benachbarten Algonkin, doch diese rieten ihm von einem Besuch ab. Sie behaupteten, die Nipissing seien bösartige Zauberer. Die Algonkin wollten offenbar verhindern, dass die französischen Händler in direkten Kontakt mit den Nipissing kamen. Champlain besuchte sie trotzdem 1615 und im folgenden Winter traf er nochmals auf sie bei den Huronen.
Zwischen 1615 und 1629 kamen Missionare vom französischen Recollect-Orden zu den Huronen und lernten bei dieser Gelegenheit auch die Nipissing kennen. Bruder Sagard-Theodat beschrieb sie als „sehr freundlich und höflich“ und nannte sie ein „ausgezeichnetes Volk“, das die Sprache der Huronen zusätzlich zur eigenen Sprache beherrschte. Nach dem Abzug der Recollect-Missionare trieben die Nipissing weiterhin Handel mit den Franzosen, wenn auch nicht regelmäßig. 1636 wurde eine gemischte Gruppe von Huronen und Nipissing von den Algonkin aufgehalten, die den Handel mit den Franzosen überwachen wollten. In der Folge verweigerten sie den Algonkin ihren Beistand im Kampf gegen die Irokesen. Schon 1634 gab es eine verheerende Epidemie bei den Huronen und Nipissing. Im Winter 1636/37 starben 70 der bei den Huronen lebenden Nipissing an den Pocken. Diese beschuldigten einen anwesenden Algonkin-Häuptling, er habe sie durch einen Zauber aus Rache getötet, weil die Nipissing ihm Hilfe gegen die Irokesen verweigert hätten. Im Frühling brachten sie ihre Toten zurück in ihr Heimatland. Im Spätsommer hatten viele die Krankheit noch immer nicht überwunden. Die Schamanen klagten an, sie hätten Manitu beleidigt und würde sie nun bestrafen. Diese Ereignisse machten die Nipissing empfänglicher für die Lehren der Jesuiten. Die Patres Claude Pijart und Charles Raymbault hatten 1640 eine Mission im Winterlager für die Nipissing errichtet und folgten ihnen anschließend in ihr Heimatland im Norden. Hier waren sie sehr erfolgreich tätig, denn die meisten getauften Kinder erholten sich von ihrer Krankheit. Daraufhin trat der oberste Häuptling Wikassoumint zum Christentum über. Die Patres René Mènard und Leonard Garreau verstärkten die Mission of the Holy Ghost (Mission vom Heiligen Geist) bei den Nipissing und nahmen sogar an einer Winterjagd teil.

### Vertreibung  in den Biberkriegen

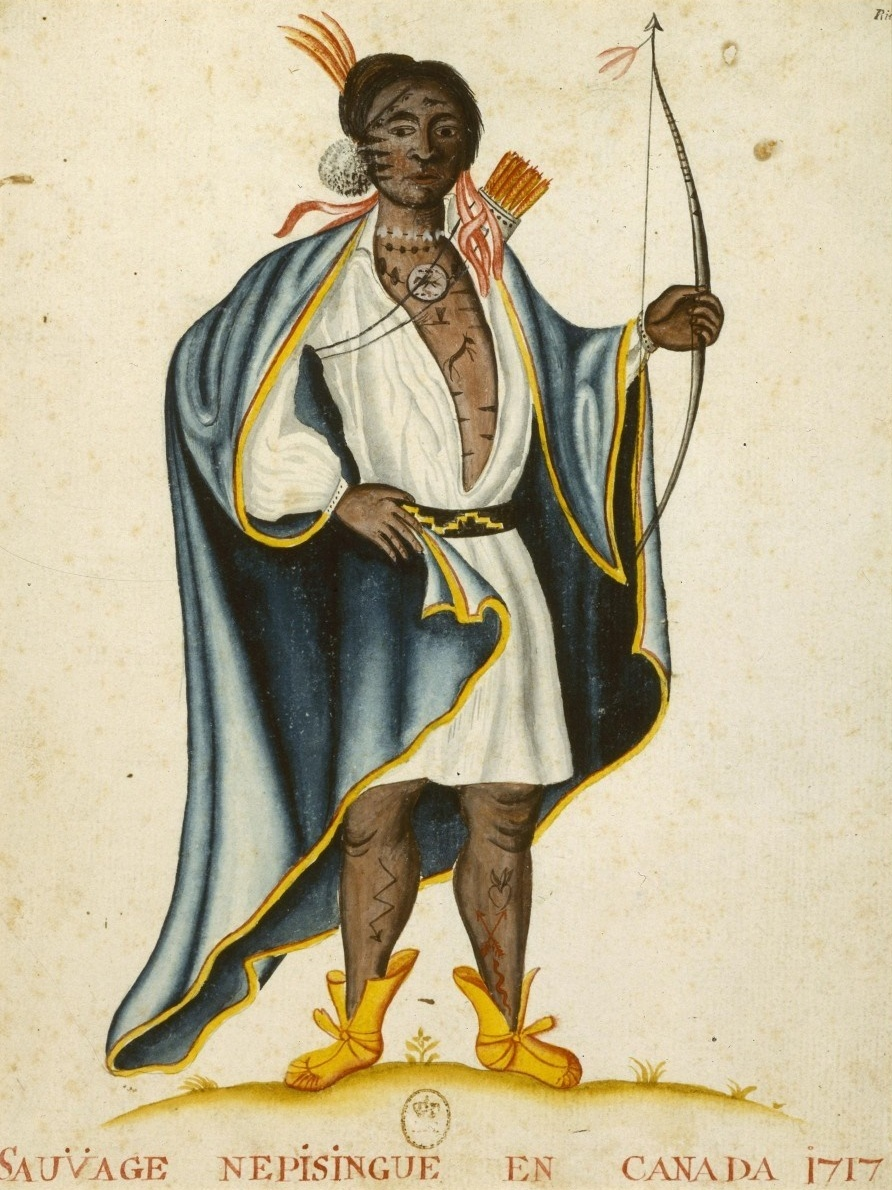
Ein Nipissing im Jahr 1717 (anonyme französische Zeichnung).

Im Jahr 1647 bildeten die Algonkin, Montagnais und Nipissing eine defensive Allianz gegen die Irokesen, die allerdings wenig erfolgreich war. 1649 wurden die Huronen von den Irokesen vernichtend geschlagen und in den folgenden Jahren fanden mehrfach Angriffe der Irokesen auf die Nipissing statt. Nach dem letzten Gefecht am Lake Nipissing 1653 flohen die Überlebenden nach Westen. Um 1661 wurden sie gemeinsam mit den Amikwa am Lake Nipigon gesichtet. Im Sommer 1662 vereinigten sie sich mit den Ottawa und Saulteaux gegen die Irokesen und besiegten eine beachtliche Streitmacht der Mohawk und Oneida. Von ihrem neuen Wohnsitz am Lake Nipigon aus festigten die Nipissing ihre alten Handelsbeziehungen zu den Cree. 1657 und 1660 besuchten sie Trois Rivières über die nördliche Route. Im Juli 1664 erreichten 60 Nipissing mit ihren Biberpelzen Montreal über die Ottawa-River-Route, nachdem sie unterwegs zweimal von den Irokesen angegriffen worden waren. Pater Claude Allouez kehrte mit ihnen zurück, um am Oberen See die Missionsstation an der Chequamegon Bay zu leiten. Um 1667 besuchte er die Nipissing am Lake Nipigon und fand dort eine Gruppe christlicher Stammesangehöriger, die seit 20 Jahren keinen Missionar mehr gesehen hatten.
Nach dem Friedensschluss 1667 zwischen Franzosen und Irokesen kehrte ein Teil der Nipissing in ihr altes Wohngebiet zurück und seit dieser Zeit war der Stamm in westliche und östliche Nipissing geteilt. Der Sulpizianerpater Dollier de Casson verbrachte den Winter 1668/69 bei den östlichen Nipissing und 1670 gab es ein friedliches Zusammentreffen mit den Irokesen. Dennoch lebten zahlreiche Nipissing an anderen Orten, wie zum Beispiel 1671/72 in der überwiegend irokesischen Mission von Saint Francois Xavier des Près bei Montreal. Pater Henri Nouvel begegnete einer Gruppe 1675 in Michigan und im Krieg der Illinois 1677–1680 kämpften einige westliche Nipissing gegen die Irokesen. Pater André Bonneault besuchte 1677 die östlichen Nipissing, während Pater Pierre Bailloquette eine Mission für die westlichen Nipissing bei Michilimackinac errichtete. In der folgenden Dekade eskalierten die Feindseligkeiten zwischen Franzosen und Briten. Die Nipissing standen fest auf der Seite der Franzosen, obwohl der Verkauf von Alkohol durch französische Händler den Stamm schwächte.
Im Verlauf des King William’s War (1689–1697) kämpften die Nipissing gegen die Engländer und waren an den Gefechten von Schenectady, Salmon Falls und Falmouth beteiligt. Außerdem  führten die westlichen Nipissing gemeinsame Attacken mit den Amikwa und Kickapoo gegen die Irokesen. Die östlichen Nipissing kämpften 1695 und 1697 gegen die Irokesen und Fort Orange. 1701 wurde ein erneuter Friedensvertrag mit den Irokesen geschlossen. Danach sammelten die Sulpizianer ihre konvertierten Nipissing bei Baie d’Urfé und Ile aux Tourtes, wo Gouverneur Philippe Vaudreuil 1706/07 ein Fort und ein Missionshaus für sie erbauen ließ. Eine neue Sulpizianer-Mission wurde 1721 in Oka am Lake of Two Mountains gegründet und um 1735 waren alle Bewohner der Missionen in der Umgebung von Montreal dorthin gezogen. Im Jahr 1742 kamen weitere Nipissing nach Oka, vermutlich die Reste der westlichen Gruppe. Um 1748 dezimierte eine verheerende Cholera-Epidemie die Bewohner des Missionsdorfes. 1752 berichtete Franquet, die Nipissing würden in rechteckigen oder quadratischen Holzhäusern im französischen Stil wohnen.
Der Pelzhandel mit den Franzosen ging zu Beginn des achtzehnten Jahrhunderts zurück. Nach dem Queen Anne’s War (1702–1718) knüpften die Indianer an den Großen Seen vermehrt Handelsbeziehungen zu den Engländern in Albany bis zum Ausbruch des Franzosen- und Indianerkrieges (1754–1763). Die meisten Nipissing blieben in Oka am Lake of Two Mountains. Als Bougainville sie dort im Juli 1757 besuchte, um bei den Kriegern um Unterstützung gegen die Engländer zu werben, beobachtete er getrennte Rathäuser für die verschiedenen Stämme. Die Nipissing blieben weiterhin treue Verbündete der Franzosen gegen die Engländer und waren an den Gefechten von Oswego, Fort William Henry und anderen beteiligt.

### Unter britischer Herrschaft
Nach der Niederlage Neufrankreichs kamen die kanadischen Indianer unter die Aufsicht von Sir William Johnson, dem britischen Superintendenten für Indian Affairs (Inspektor für indianische Angelegenheiten). Im Juli 1770 fand eine große Ratsversammlung in German Flatts statt, an der 1.600 Indianer teilnahmen. Unter Johnsons Leitung wurden alle anwesenden Stämme, darunter auch die Nipissing, aufgerufen und den Briten als Alliierte zugeordnet. Im Krieg von 1812 kämpften sie gegen die US-Amerikaner. Die französische Handelsstation am Lake of Two Mountains wurde 1819 von der Hudson’s Bay Company übernommen. 1828 zwang die zunehmende weiße Besiedlung im Tal des Ottawa Rivers die Nipissing, im Gebiet anderer Stämme zu jagen, was zu Reibungen und  Konflikten führte. 1835 dezimierte eine erneute Cholera-Epidemie die Bewohner am Lake of Two Mountains. Die Hudson’s Bay Company schloss 1847 ihren dortigen Handelsposten, der unrentabel geworden war.
Schon 1807 war eine Anzahl Nipissing fortgezogen und ließ sich am Golden Lake nieder. Die verbliebenen Nipissing und Algonkin behielten ihre Stammesidentität, solange sie am Lake of Two Mountains wohnten. Doch infolge von Unruhen und des Brands ihrer Kirche im Jahr 1877 verließen beide Stammesgruppen diesen Ort. Vermutlich zogen sie gemeinsam nach Maniwaki, doch möglicherweise stammen einige Algonkin-Familien, die Ende des neunzehnten Jahrhunderts im Ottawatal lebten, vom Lake of Two Mountains. In den genannten Algonkingruppen am Golden Lake und Maniwaki befanden sich mit Sicherheit Nachfahren der Nipissing. Leider wurden beim Brand der Kirche die Unterlagen über die Stammeszugehörigkeit vernichtet.

## Demografie
1615 schätzte Champlain die Nipissing auf 700 bis 800 Stammesmitglieder. Im siebzehnten Jahrhundert schrumpfte ihre Zahl infolge der Irokesenkriege und der von Europäern eingeschleppten Epidemien. Um 1710 lebten am Lake of Two Mountains rund 50 Krieger, also insgesamt etwa 250 Nipissing. Nach dem Franzosen- und Indianerkrieg schätzte sie William Johnson auf 40 Krieger oder rund 200 Personen. Der offizielle Zensus von 1827 ergab 250 Stammesmitglieder. Die Bevölkerungszahlen der Reservate von 1965 ergaben für River Desert Algonkin 898, für Lac Simon Algonkin 273, für Golden Lake Algonkin 446 und für Nipissing Ojibwa 493 Personen. In diesen Zahlen sind vermutlich Nachfahren der Nipissing enthalten. Laut Kanada-Zensus von 2011 hatte das Nipissing Reservat 10 in Ontario 1.450 Einwohner.

## Heutige Situation

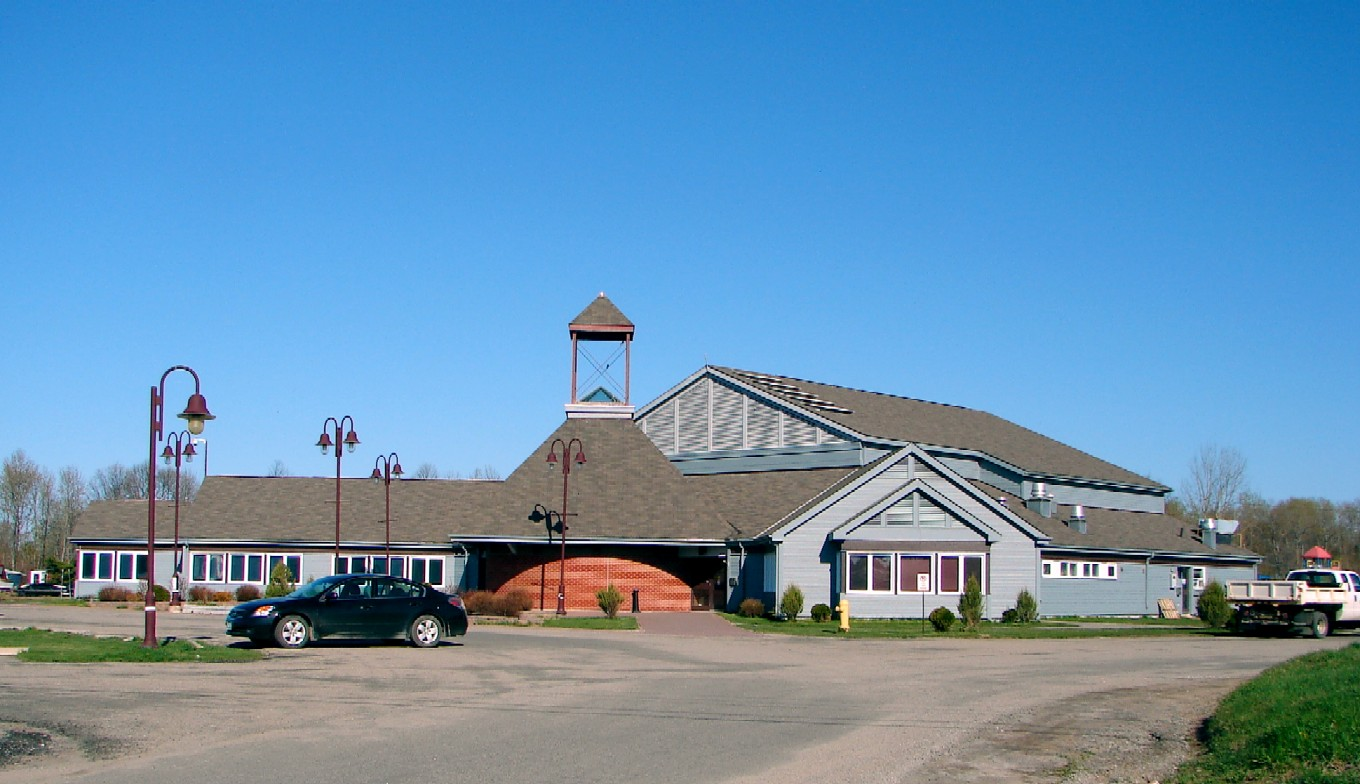
Gemeindezentrum in Garden Village

In der Nipissing First Nation sind heute möglicherweise Nachfahren der Nipissing zu finden, obwohl sie offiziell den Anishinabe zugeordnet werden. Sie leben in der Nipissing Indian Reserve 10 am Nordufer des Lake Nipissing. Im rund 21 km² großen Reservat befinden sich die beiden Orte Beaucage und Garden Village.
Die Regierung der Nipissing First Nation wird alle drei Jahre neu gewählt und besteht aus einem Häuptling, einem Stellvertreter  und sechs Ratsherren. Die First Nation ist Mitglied der Union of Ontario Indians, einer politischen Stammesorganisation, in der zahlreiche der Anishinabe First Nations in Ontario vertreten sind.

## Bekannte  Nipissing
- Wayne Keon,  *1946, Dichter  und Autor von Kurzgeschichten
- Dan Frawley, *1962, NHL Hockeyspieler, Kapitän der Pittsburgh Penguins (1987)